# Rolfsbüttel
Rolfsbüttel is een plaats in de Duitse gemeente Adenbüttel, deelstaat Nedersaksen, en telt 290 inwoners (2006).